# Akanesasu Shōjo
Akanesasu Shōjo (あかねさす少女 Akanesasu Shōjo?) es una franquicia multimedia que celebra el 20 aniversario del canal Animax. Una serie de televisión de anime se llevó a cabo del 1 de octubre al 17 de diciembre de 2018. El proyecto también incluye un juego móvil gratuito.[cita requerida]

## Argumento
Asuka Tsuchimiya y sus cuatro amigas, que pertenecen al "Club de investigación Crystal Radio", se reúnen en un templo que está sobre una colina todos los días para llevar a cabo un ritual. Este ritual se tiene que realizar alrededor de un árbol grande a las 4:44 de la tarde, sintonizando una radio en diferentes frecuencias. Hasta que un día sintonizan la frecuencia adecuada que las llevará a un mundo dorado crepuscular. En ese momento son atacadas y las salva una chica exactamente igual a Asuka.

## Personajes
Asuka Tsuchimiya (土宮 明日架 Tsuchimiya Asuka?)
 Seiyū: Tomoyo Kurosawa
Una estudiante de segundo año y pertenece al Crystal Radio Club. Tiene una personalidad alegre y reluciente. Su familia tiene una tienda de miso. Aunque a menudo tiende a saltar directamente a las cosas arrastrando a todos hacia ella, es aceptada por todo lo que haga. La adivinación es su pasatiempo revelando la fortuna de los demás con un pastel de pescado chikuwa.
Yū Tōnaka  (灯中 優 Tōnaka Yū?)
 Seiyū: Lynn
Es una estudiante de segundo año, miembro del Crystal Radio Club. Ella parece ser la única con sentido común entre las cinco y trata de ser una persona ejemplar hacia los demás. Es amiga de Asuka desde la infancia. Su familia tiene un hospital.
Mia Silverstone (土宮 明日架 Mia Shirubāsutōn?)
 Seiyū: Nao Tōyama
Es una estudiante de primer año, miembro del Crystal Radio Club. Nació y creció en Japón. Tiene una personalidad discreta y tímida. Ella admira a un "héroe", lo cual considera que está lejos de ella.
Nana Nanase (七瀬 奈々 Nanase Nana?)
 Seiyū: Ami Koshimizu
Es una estudiante de segundo año, miembro del Crystal Radio Club. Ella tiene un estilo de chica elegante y social, es fácil de tratar y le es fácil integrarse a cualquier grupo a su alrededor.
Chloé Morisu (森須 クロエ Morisu Kuroe?)
 Seiyū: Marina Inoue
Es una estudiante de segundo año, miembro del Crystal Radio Club. Es de ascendencia japonesa, pero se crio en Francia, y al cabo de un tiempo regresó a Japón. No le es fácil socializar con los demás, por lo que considera que es más fácil ser independiente y realizar las cosas por sí misma. Se concentra más en las cosas que le gustan.

## Media

### Anime
La serie, que es licenciada en Estados Unidos por Sentai Filmworks, consta de 12 episodios emitidos entre el 1 de octubre al 15 de diciembre de 2018. La serie en blue-ray va a salir a la venta en Japón el 17 de abril de 2019 por un precio de 20.444 yenes albergando los 12 episodios. El tema de apertura es "Soranetarium" (ソラネタリウム) interpretado por MICHI, y el tema de cierre es "Kowarekake no Radio" (壊れかけのRadio) interpretado por Ami Wajima. Un videojuego para iOS y Android se lanzó en octubre.

#### Lista de episodios
| #  | Título                                                                                            | Estreno                 |
| -- | ------------------------------------------------------------------------------------------------- | ----------------------- |
| 1  | «Ritual a las 4:44» «4 Ji 44 Pun no Gishiki» (４時４４分の儀式)                                   | 1 de octubre de 2018    |
| 2  | «Otro fragmento» «furaggu komento» (違う世界)                                                     | 8 de octubre de 2018    |
| 3  | «La boda no puedo evitar» «Wēdingu beruganaru mae ni» (ウェディング・ベルが鳴る前に)              | 15 de octubre de 2018   |
| 4  | «Las cinco magníficas, u once» «Kōya no go-ri, tomoni wa jū ichi-ri» (荒野の五人、もしくは十一人) | 22 de octubre de 2018   |
| 5  | «La héroe en mí» «Hīrō no jōken» (ヒーローの条件)                                                 | 29 de octubre de 2018   |
| 6  | «Sola en la isla» «Hitori no Airando» (ひとりのアイランド)                                        | 5 de noviembre de 2018  |
| 7  | «Tú no estas sola.» «Tu n'es pas seule.»                                                          | 12 de noviembre de 2018 |
| 8  | «Asuka y ASUKA» «Asuka and ASUKA» (明日架とアスカ)                                                | 19 de noviembre de 2018 |
| 9  | «Frente al crepúsculo» «Sokoniaru tasogare» (そこに在る黄昏)                                      | 26 de noviembre de 2018 |
| 10 | «Fiesta de mentirosas» «Uso-tsuki no utage» (うそつきの宴)                                        | 3 de diciembre de 2018  |
| 11 | «Tú, estudiante de honor» «Yūtōsei» (優等生)                                                      | 10 de diciembre de 2018 |
| 12 | «Después de la caída del crepúsculo» «Itsuka, tasogare no furu sora no» (いつか、黄昏の降る空の)  | 17 de diciembre de 2018 |

### Videojuego
El videojuego para móviles iOS y Android, llamado Akanesasu Shoujo, presentó a través de su sitio web un video promocional.